# Валерия и неделя чудес
«Валерия и неделя чудес» (чеш. Valerie a týden divů) — чехословацкий сюрреалистический готический фильм ужасов 1970 года в жанре тёмного фэнтези.

## Сюжет
Тринадцатилетняя Валерия живёт со своей строгой бабушкой. Однажды ночью, когда она спит, таинственный вор крадёт её серьги. Когда она выходит во двор, чтобы выяснить, что произошло, её пугает страшный человек, которого вор называет констеблем. Той же ночью вор, которого зовут Орлик, возвращает ей серьги, чем сердит констебля. Возвращаясь в дом, Валерия обнаруживает, что у неё началось менархе. Утром Валерия узнаёт от бабушки, что серьги оставила покойная мать Валерии после того, как ушла в монастырь, а раньше серьги принадлежали констеблю, которому также принадлежал их дом. Валери также узнает, что в город приезжают миссионеры и один из них остановится в их доме. Тем временем на улице идёт подготовка к свадьбе: её соседка Хедвика, молодая девушка, выходит замуж за немолодого богатого крестьянина. Наблюдая из окна, Валерия видит в толпе констебля, наблюдающего за ней, и её бабушка тоже узнает его. Валери получает письмо от Орлика, в котором он предупреждает её, что констебль, его дядя, убил его родителей и теперь хочет вернуть себе серьги Валерии. Орлик просит Валери встретиться с ним на службе в церкви, однако Орлик на службу не является, а проводит службу констебль, притворившийся священником. Позже Валерия находит Орлика прикованным к фонтану на городской площади. Она освобождает его и он, не скрывая своего романтического интереса к ней, рассказывает что констебль помешал ему прийти в церковь, однако вскоре появляется толпа мужчин с хлыстами, которые преследуют Орлика.
По пути домой Валерия встречает на улице констебля, переодетого в священника. Он ведет её в потайную комнату в подвале её дома, где заставляет её наблюдать через дырку в стене как её бабушка бьет себя плетью в надежде вернуть любовь своего бывшего любовника, священника по имени Грасиан. Орлик спасает Валерию и прячет её от констебля в курятнике, где сообщает ей, что его дядя хочет, чтобы она любила его. Во дворе Эльза, бабушка Валерии, встречает констебля, в котором узнаёт своего любовника Рихарда. Он обещает снова сделать её молодой, если она продаст ему дом, который унаследует Валерия. Тем временем Орлик дает Валерии жемчужину для защиты. За обедом Грасиан рассказывает Валерии о её отце, которого знал и упоминает, что у него был ещё один ребёнок — мальчик по имени Орлик. Ночью в комнату Валерии приходит Грасиан и пытается изнасиловать её, но она проглатывает жемчужину, чтобы защитить себя и падает, притворяясь мёртвой. Тем временем Рихард и Эльза пробираются к супружескому ложу Хедвики и крестьянина, где в первую брачную ночь Эльза кусает Хедвику за шею, крадя её кровь, необходимую, чтобы снова стать молодой. За всей этой сценой наблюдает Валерия, которую пугает происходящее и она убегает.
Валерия находит Орлика связанным в реке. Она освобождает его и ведет его к себе домой, избегая его романтических намерений, завязав ему глаза, поскольку считает, что они брат и сестра. Они обнаруживают Грасиана, свисающего мертвым из окна Валери, и относят тело в склеп под домом Валерии. Под видом молодой женщины Эльза представляется дальней родственницей и сообщает Валерии, что её бабушка внезапно уехала. Она пытается укусить Валерию, затем похищает её, пока она спит, и крадет её серьги. Эльза оставляет Валерию связанной на чердаке, откуда та, через щель в полу наблюдает, как Эльза занимается сексом с кучером, а затем убивает его, а после пытается соблазнить Орлика, который не отвечает ей взаимностью и незаметно крадет жемчужины из её серёжек. Орлик освобождает Валерию, отдаёт ей жемчужины и признается ей в любви. Он пытается объяснить ей, что они не брат и сестра, но Валерия убегает. Она догадалась, что Эльза на самом деле её бабушка, и начала что-то чувствовать к умирающему Рихарду. Валерия крадет на рынке курицу и отдает её Рихарду, который только что сказал Эльзе, что он отец Валерии и что кровь Валерии — ключ к их выживанию. Когда Валерия исцеляет Рихарда, он снова превращается в монстра и нападает на неё, Валерия вновь спасается с помощью жемчужины. Он планирует пересадить сердце Орлика Валери, чтобы сделать её бессмертной, но Эльза хочет этого для себя. Валерия, притворяясь мертвой, всё подслушивает. Она воскрешает Грасиана, который на самом деле не был мертв, и находит прощальное письмо от Орлика.
После Валерия встречает Хедвику, больную из-за укуса Эльзы. Они уходят в спальню Хедвики и проводят вместе ночь, после чего Хедвика исцеляется. На площади Грасиан рассказывает толпе, что Валерия — ведьма, которая соблазнила его на грех. Он приказывает схватить её и сжечь на костре, но Валери проглатывает волшебную жемчужину и вновь спасается. В склепе под домом, который теперь является борделем, Валерия подбрасывает волшебную жемчужину в бокал вина Рихарда, выпив которое тот превращается в хорька. Валерия возвращается в свою комнату и ложится спать.
На следующее утро кажется, все вернулась на круги своя, но Эльзе, которая вернулась в свой первоначальный вид и, кажется, ничего не помнит, становится плохо. На смертном одре она рассказывает Валерии, что когда-то выгнала её мать из дома, потому что ревновала к ней своего любовника Рихарда, а также что её отец был лесником. В результате союза её родителей родились она, и её брат Орлик, но Орлика забрал Рихард, который настаивал на том, чтобы приписать отцовство на детей себе. Настаёт день, когда Валерия воссоединяется со своими родителями и Орликом, который оказывается одним из актёров, приехавших в город.
Финальная сцена представляет собой картину сна, в которой все персонажи танцуют в лесу и зовут Валерию к себе, затем все персонажи собираются в круг вокруг Валерии, когда она собирается лечь на кровать посреди леса, где она затем засыпает.

## Производство
Оригинальный сценарий написала Эстер Крумбахова, которая также является художником-постановщиком фильма. Сценарий был утвержден в конце апреля 1968 года. Режиссёром фильма должен был стать муж Крумбаховой Ян Немец. Однако после ввода войск в Чехословакию в августе 1968 года Немец был уволен с киностудии Баррандов и ему не разрешили снимать фильм. Затем проект перешел к Йирешу, и, несмотря на то, что фильм Йиреша «Шутка» 1969 года был запрещен коммунистическими властями, производство «Валерии» продолжалось. Ярослава Шаллерова была выбрана из 1500 девушек, которые пробовались на эту роль.
Чешский город Славонице был выбран в качестве основного места съемок из-за сохранившейся в центре города архитектуры эпохи Возрождения. Местные жители играли в массовке. Некоторые сцены были сняты неподалеку в монастыре Костельни Выдржи. Роберт Незвал, сын автора романа Витезслава Незвала, появляется в фильме в роли барабанщика.

## В ролях
- Ярослава Шаллерова — Валерия
- Хелена Аныжова — бабушка Эльза/мать/юная Эльза
- Петр Копржива — Орлик
- Иржи Примек — констебль/Рихард
- Ян Клусак — Грасиан
- Карел Энгель — кучер Ондржей
- Алена Стоякова — Хедвика
- Отто Градецкий — богатый крестьянин
- Ева Ольмерова — горничная (в титрах не указана)
- Иржина Махалицка — цветочница
- Мартин Вильгус — отец
- Роберт Незвал — барабанщик